# 韦达特·阿尔巴伊拉克
韦达特·阿尔巴伊拉克（土耳其語：Vedat Albayrak，1993年3月2日—），旧名瓦诺·列瓦济什维利、罗曼·穆斯托普洛斯（希臘語：Ρόμαν Μουστόπουλος），土耳其男子柔道运动员，2018年世界柔道锦标赛男子81公斤级铜牌得主、2021年欧洲柔道锦标赛男子81公斤级金牌得主、2023年欧洲柔道锦标赛男子81公斤级金牌得主、2024年欧洲柔道锦标赛男子81公斤级铜牌得主。